# ثابت عديم الأبعاد
الثابت عديم الأبعاد في الفيزياء ثابت فيزيائي بلا أبعاد، أي عدد ليس له وحدات مرتبطة وله قيمة عددية مستقلة عن أي نظام من الوحدات يمكن استخدامه.